# Emmanuel Kabongo
Emmanuel Kabongo (né le 25 décembre 1986) est un acteur et producteur canadien. Né et élevé au Zaïre avant qu'il ne devienne la république démocratique du Congo, Kabongo a immigré au Canada et a commencé sa carrière d'acteur en tant qu'extra avant d'être reconnu pour sa performance en tant que protagoniste principal de la série web acclamée Teenagers (2014-2017), pour laquelle il a obtenu sa première nomination au Canadian Screen Award,,,,.

## Biographie
Kabongo est né et a grandi à Lubumbashi, une ville du Zaïre (maintenant connue sous le nom de République démocratique du Congo). Il a ensuite déménagé avec sa famille en Afrique du Sud pendant la guerre. Il a quatre frères, dont le joueur de basket-ball Myck Kabongo, et une sœur,.
Dans les années 1990, Kabongo a immigré à Toronto avec sa famille. Le père de Kabongo a souvent travaillé comme extra au cinéma et à la télévision, ce qui an exposé Kabongo au show business à un jeune âge.

## Filmographie

### En tant qu'acteur

#### Cinéma
- 2013 : The Animal Project de Ingrid Veninger : Ray
- 2014 : Pompéi de Paul W. S. Anderson : un gladiateur africain
- 2016 : Antibirth de Danny Perez : Luke
- 2016 : The Other Half de Joey Klein : l'officier James
- 2017 : Brown Girl Begins de Sharon Lewis : Tony
- 2018 : Extracurricular de Ray Xue : Mike Vanden
- 2019 : Run This Town de Ricky Tollman : Abe
- 2020 : Québexit de Joshua Demers : James Brodie
- 2023 : Simulant de April Mullen : Joshua
- 2024 : Beautiful Wedding de Roger Kumble : Buzz
- 2024 : Sway de Charlie Hamilton et Zachary Ramelan : Sway
- 2025 : Welcome de Jevon Boreland : Eric White

##### Courts-métrages
- 2009 : Jeff Batsoulis: Poet de Demitri Salloum : Andy
- 2009 : Love Kills de Judith Schuyler : John
- 2009 : A Display of Emotion de Stéphane Dirschauer : Raymond
- 2009 : The Red Pearl de Gilbert Khoury : John
- 2010 : The Asylum de Armand Kajangwe : le mari
- 2010 : Never Talk to Strangers de Richard B. Pierre : l'homme au téléphone
- 2010 : Two Cities de Nadia Awad : Jacob
- 2011 : Vol de nuit de Stéphane Dirschauer : l'homme au nœud papillon
- 2011 : Party for One de Alex Yap-Young : Devon
- 2011 : Night Express de Gilbert Khoury : Crazy Billy
- 2012 : Shadowboxing de Eric McIntyre : Bobby, le boxeur
- 2012 : Who Killed Me de Amil Shivji : Hassan
- 2013 : Soul'd Out de Tichaona Tapambwa : Devon
- 2013 : Refuge de David Condotta et Shawna Steele : le garde
- 2013 : Trois nuits et une mort de Stéphane Dirschauer : l'ami de Nathe
- 2014 : Latter de Tim Cadeny : Sam
- 2014 : Fight de Wolf Ryman : Alex
- 2014 : Agape de Chris Strikes : Nathan
- 2014 : Disconnect de Mani Nasry : Simon
- 2014 : Exquisite de Sara Basso : Lionel
- 2015 : Showtime de Michel Kandinsky : Wayne
- 2015 : Jack in the Box de Robert DeLeskie : Malcolm
- 2016 : A Man's Story de Fernando Arrioja : Kam Eganda
- 2018 : GUION de Sagi Kahane-Rapport : Guion Bluford
- 2018 : Arlo Alone de Nicole Dorsey : le père
- 2019 : XXENOS de Gordon Greene : Xxenos
- 2019 : The Burglar de Xander Copp : Donald
- 2024 : Eva de Ethan Godel : Jake

#### Télévision
- 2009 : Cold Blood : Robert Berthea (saison 2, épisode 8)
- 2009 - 2010 : Forensic Factor : 
  - Buffalo Detective (saison 6, épisode 9)
  - Antwan Lewis (saison 7, épisode 4)
- 2010 : Les évadés de l'enfer : George Hyatte (saison 1, épisode 5)
- 2010 : Flashpoint : Kevin (saison 3, épisode 4)
- 2010 : Nikita : le garde du corps de Safwani #4 (saison 1, épisode 1)
- 2011 : InSecurity : Shinka (saison 2, épisode 10)
- 2012 : Cybergeddon : l'agent du FBI #1 (saison 1, épisodes 3 et 6)
- 2012 : Call Me Fitz : Joe (saison 3, épisode 4)
- 2013 - 2014 : Rookie Blue : Shay Bishop (2 épisodes)
- 2013 - 2025 : Les Enquêtes de Murdoch : 
  - Al (saison 6, épisode 2)
  - Ephraim Currant (saison 18, épisodes 20 et 22)
- 2014 : Defiance: The Lost Ones : un soldat (saison 1, épisode 5)
- 2014 : Air Crash : le copilote Beyene (saison 12, épisode 11)
- 2014 - 2017 : Teenagers : T (principal - 22 épiosdes)
- 2015 : Hemlock Grove : Marshall (saison 3, épisodes 9 et 10)
- 2015 : Quantico : Kamran Tahan (saison 1, épisode 7)
- 2017 : 21 Thunder : Junior Lolo (principal - 8 épisodes)
- 2017 - 2019 : Frankie Drake Mysteries : Moses Page (récurrent - 5 épisodes)
- 2018 : Evolve: Year Zero : Blue (principal - 8 épisodes)
- 2018 : Darken: Before the Dark : Artemis (4 épisodes)
- 2018 : Taken : Domingo (saison 2, épisode 12)
- 2018 : Kristal Clear : Benjamin « Bae » (5 épisodes)
- 2019 : Street Legal : Roman Mussi (saison 1, épisodes 4 et 6)
- 2019 : Ransom : Tyler LeFebur (4 épisodes)
- 2019 : Departure : un aide-soignant (3 épiosdes)
- 2019 : V Wars : Jack Fields (saison 1, épisodes 3 et 4)
- 2019 - 2023 : Hudson et Rex : 
  - Valentine Anson (saison 2, épisode 7)
  - le gardien de nuit (saison 6, épisode 5)
- 2020 : Star Trek: Discovery : V'Kir (saison 3, épisode 7)
- 2022 : The Kings of Napa : Everett James (récurrent)
- 2022 : NCIS: Hawaiʻi : le pirate #2 (saison 1, épisode 15)
- 2022 : Chateau Laurier : Gabriel Sabot (récurrent - 5 épisodes)
- 2023 : Outer Banks : Raj (3 épisodes)
- 2024 : Law & Order Toronto: Criminal Intent : Détective Langston James (saison 1, épisode 5)

### En tant que producteur
- 2014 : Agape de Chris Strikes
- 2014 - 2015 : Teenagers
- 2015 : Showtime de Michel Kandinsky (également scénariste)
- 2016 : A Man's Story de Fernando Arrioja (également scénariste)
- 2024 : Sway de Charlie Hamilton et Zachary Ramelan
- 2025 : Welcome de Jevon Boreland

## Distinctions
Sauf indication contraire, les informations mentionnées dans cette section peuvent être confirmées par la base de données cinématographiques IMDb,  présente dans la section « Liens externes ».